# Kollóttafjall
Kollóttafjall är ett berg i republiken Island. Det ligger i regionen Norðurland eystra, 290 km nordost om huvudstaden Reykjavík. Toppen på Kollóttafjall är 542 meter över havet, eller 110 meter över den omgivande terrängen. Bredden vid basen är 0,69 km.
Trakten runt Kollóttafjall är nära nog obefolkad, med mindre än två invånare per kvadratkilometer. Närmaste större samhälle är Reykjahlíð, omkring 19 kilometer nordväst om Kollóttafjall. Trakten runt Kollóttafjall består i huvudsak av gräsmarker.